# Siphocampylus amoenus
Siphocampylus amoenus är en klockväxtart som beskrevs av Jules Émile Planchon. Siphocampylus amoenus ingår i släktet Siphocampylus och familjen klockväxter. Inga underarter finns listade i Catalogue of Life.